# Ґервати (Остроленцький повіт)
Ґервати (пол. Gierwaty) — село в Польщі, у гміні Ґоворово Остроленцького повіту Мазовецького воєводства.
Населення — 101 особа (2011).
У 1975-1998 роках село належало до Остроленцького воєводства.

## Демографія
Демографічна структура станом на 31 березня 2011 року:
|          | Загалом | Допрацездатний вік | Працездатний вік | Постпрацездатний вік |
| -------- | ------- | ------------------ | ---------------- | -------------------- |
| Чоловіки | 51      | 6                  | 39               | 6                    |
| Жінки    | 50      | 7                  | 34               | 9                    |
| Разом    | 101     | 13                 | 73               | 15                   |